# 이와야촌 (아키타현)
이와야촌(岩谷村)은 아키타현 유리군에 있던 촌이다. 현재의 유리혼조시 북동부, 우에쓰 본선 우고이와야역 주변에 해당한다.

## 역사
- 헤이안 시대 - 데와쿠니 가와베군 가와이고로서 성립하였다.
- 1889년 4월 1일 - 정촌제 시행에 의해 8촌의 구역으로 성립하였다.
- 1955년 8월 10일 - 혼조시의 일부를 편입하였다.
- 1956년 9월 30일 - 가미카와오치촌,시모카와오치촌과 합병해 오우치촌이 성립하였다. 동일 이와야촌이 폐지되었다.

## 교통

### 철도
- 일본국유철도
  - 우에쓰 본선

## 도로
현재는 니혼카이 도호쿠 자동차도·이와타니 도로(본장 오오마가리 도로)의 오우치 분기점이 소재하지만, 당시는 미개통.